# Bakermat
Bakermat, vlastním jménem Lodewijk Fluttert (* 8. října 1991 Markelo, Overijssel, Nizozemsko), je nizozemský hudební umělec a producent. Jeho hudební styl charakterizuje směs elektronické hudby, house a techno ve spojení s jazzovými a soulovými prvky.

## 2012-2013:Vandaag
Fluttert začal svou hudební kariéru studiem psychologie na Utrechtské univerzitě a jako DJ působil ve svém volném čase. V roce 2012 vydal své první dvě EP s názvem Zomer a Vandaag. Titulní skladba z Vandaag, vytvořená z projevu „I have a dream“ Martina Luthera Kinga, Jr.,, se stala singl v Nizozemsku, Belgii a Francii na konci roku 2012 a na jaře roku 2013. V roce 2014 ji společnost Sony opětovně vydala a stala se hlavním hitem zejména v Německu a Rakousku. V prosinci 2014 získal Bakermat platinovou desku za svůj singl „Vandaag“ v Německu. Jeho EP „Uitzicht“ bylo vydáno v roce 2013 na Soundplate Records. Mezi jeho ostatní populární melodie patřily: “Black Cat John Brown, Leven, Strandfeest“ a “Intro”. V tuto dobu jeho kariéry inspiroval Bakermatův odlišný přístup k taneční hudbě mnoho dalších umělců k rozvoji jejich kariéry v tomto stylu (často označovaný jako „melodic house“ nebo „tropical house“). Umělci jako Klingande, Kungs, Lost Frequencies, Felix Jaehn, Sam Feldt, Thomas Jack, Kygo a mnoho dalších začali v tomto žánru tvořit hudbu. Bakermat se ve svých show často odlišuje od ostatních DJů tím, že do svých DJ setů přidává živé prvky. Svou hudbu kombinuje s živými umělci na jevišti (saxofonisté, zpěváci a houslisté). V roce 2014 shromáždil 6 hudebníků a vytvořil „Bakermat Live Band“, který se stal základem jeho turné s kapelou.

## 2014–2015: Bakermat Live Band
V roce 2014 Bakermat potvrdil, že vystoupí na Tomorrowlandu v roce 2014. Tím se zrodila první etapa Bakermat & Friends v Tomorrowlandu a položil se "základ" pro další vydání, která jsou vytvořena v letech 2015 a 2016. Ve spolupráci s Live Nation zahájil Bakermat své první turné s Bakermat Live Band. Počínaje Paříží vyprodal legendární koncertní sál Olympia za 3 týdny. Po Olympii pokračoval Bakermat na své turné po Evropě, které chtěl vyprodat a které zahrnovalo také show na proslulé londýnské Brixton Academy.
Na podzim vytvořil oficiální remix pro Labrinthův singl "Jealous" a později v tomto roce vydal i singl "Teach Me" v divizi Dirty Soul Music společnosti Be Yourself Music. Singl „Teach Me“ byl ovlivněn prvky evangelia, soulu, blues a jazzu v kombinaci s ukázkami americké evangelistické zpěvačky Shirley Caesar. Když bylo vydáno „Teach Me“, Bakermat byl také v trendech díky svému remixu legendy house music MK. V prosinci 2014 oznámil Bakermat turné Another Man, své první turné v Severní Americe. Bakermat, který měl 28 show za 30 dní, od New Yorku, přes Miami a Ultra Music Festival až po Lightning in a Bottle, byl odhodlaný opustit své jedinečné turné v USA.

## 2015–2016: Bakermat's Circus
V roce 2015 vytvořil Bakermat novou platformu pro sebe, umělce a publikum nazvanou Bakermat's Circus. Jeho myšlenkou bylo „vytvořit noc, ve které by ze sebe umělci dostali maximum a publikum by bylo unášeno hudbou, událostmi a prostředím“. Circus zahájil v Paříži kde žije, v Zig Zag Clubu. Brzy poté, co odcestoval do Londýna, odehrál dvě vyprodané show v řadě v Electric Brixton. Od té doby zavítal Bakermatův cirkus ještě do New Yorku, Amsterdamu, Ibize, Paříže, Ria de Janeira, São Paula, na Maltu a také se objevil na festivalech jako Tomorrowland (festival) a Airbeat One. Bakermat také organizuje své vlastní „Circus“ festivaly v Amsterdamu. Mezi významné hosty festivalu patřili Oliver Heldens, Robin Schulz, Don Diablo, Klingande, Kungs, Sam Feldt, Tube & Berger a mnoho dalších. Brzy poté začal Bakermat každý měsíc vydávat svůj Circus a pouštět ho v rádiu. Vysílán byl na více než 75 rozhlasových stanicích po celém světě, například na SiriusXM, Radio538 a Revolution FM. Bývalý šéf týmu ID&T Duncan Stutterheim řekl o Bakermatovi na Dance Department Radio538: „Bakermat byl jedním z mála umělců, kteří na scénu přinesli něco velkolepého a osvěžujícího, a byl také jedním z mála, kteří během vystoupení nespustili pouze tlačítko "play". Po letních měsících se Bakermat vrátil do svého rodného města v Amsterdamu, připravit se na svou každoroční show na Amsterdam Dance Event. Společně s Goldfishem vyprodal show, kde byla kapacita 5 500 míst a kde vystoupili umělci jako Don Diablo, Lost Frequencies, Alle Farben, Michael Calfan a Sam Feldt.

## 2016:Living
V roce 2016 vydal Bakermat novou hudbu a také jezdil na turné. Na začátku roku se „Games Continued“, jedna ze skladeb uvedených na jeho novém EP "Games", stala oficiální hymnou Corona SunSets pro rok 2016. Na oslavu této události vystoupil Bakermat na akci na střeše v Londýně, kde byl spolu s Busy P, Sinead Harnett a Mr. M., a jeho set byl vysílán živě prostřednictvím Mixmag. Kromě "Games" vydal Bakermat také další EP s názvem Ballade, které zahrnovalo prvky klasické a populární hudby. Ke konci roku vydal Bakermat EP "Living", jehož titulní skladbu nazpíval britský zpěvák a skladatel Alex Clare.

## Diskografie
- Zomer (2012)
- Vandaag (2012)
- Teach Me (2014)
- Living (feat. Alex Clare) (2016)
- Baby (2017)